# 野口一成
野口 一成（のぐち かずしげ）は、安土桃山時代から江戸時代前期にかけての武将、筑前国福岡藩士。黒田二十四騎の一人。通称は左助、藤九郎。

## 経歴
永禄2年（1559年）、播磨国加古郡野口で、教信寺の僧・浄金の子として生まれる。浄金は黒田孝高と親しく、囲碁仲間でもあった。天正3年（1575年）、元服して黒田氏の家臣となる。織田氏の傘下の黒田氏家臣として、天正5年（1577年）の高倉山城攻めでは、神吉小伝次を討ち取った。
天正8年（1580年）の三木合戦、天正15年（1587年）の財部城攻めなどでも戦功を挙げる。黒田家の九州豊前国移封後の天正16年（1588年）、旧領主城井鎮房暗殺の際にはその家臣を7人斬り伏せており、その功績から黒田長政から短刀を賜り、630石を拝領した。小田原征伐、文禄・慶長の役、木曽川・合渡川の戦い、関ヶ原の戦いにも参戦した。関ヶ原では身体の左側ばかりに傷を負いながら奮闘したため、通称を「左助」（さすけ）と改めることとなった。
慶長6年（1601年）、黒田氏が筑前国に入国した後、鉄砲組大頭に任命されて2,500石を拝領。また、益田正親と共に福岡城の石垣普請奉行も務めた。慶長11年（1606年）の江戸城天下普請の際には、母里友信と共に天守台の石垣を担当した。
元和9年（1623年）、長政が没し黒田忠之が跡を継ぐと、3,000石に加増されている。寛永7年（1630年）、福岡城南二の丸城番となる。寛永14年（1637年）の島原の乱では、忠之の呼び出しを受け、側に控えた。この戦陣の際、次男の万右衛門が討死している。この後、家督を孫の吉波（長男・一吉の子）に譲り、隠居して卜庵と号した。
寛永20年（1643年）4月8日死去。享年85。

## 逸話
ある剣客との仕合の際、一成は相手の木刀を左腕で受け止め、右手の木刀で突き倒したところ、「腕で受ける剣術というものはない」と冷笑されたため、具足櫃から籠手を取り出して見せたが、その籠手には多くの太刀痕が残っていたとされる。 この逸話は上述の「身体の左側ばかりに傷を負いながら奮闘」と話が合うため、一成の戦闘スタイルを窺い知ることができる。